# Ezkaton
Ezkaton är den sjätte EP:n av det polska blackened death metal-bandet Behemoth, och gavs ut av Metal Blade Records i USA 11 november 2008 och i Europa av Regain Records 20 november 2008. EP:n består av sju spår, den nyskrivna låten "Qadosh", en live-upptagning och en ny studioversion av "Chant for Ezkaton 2000 e.v.", live-upptagningar av "From the Pagan Vastlands" och "Decade ov Therion", samt covers på Master's Hammers "Jama Pekel" och Ramones "I'm Not Jesus". Producent för EP:n är bandets sångare och låtskrivare Adam "Nergal" Darski. 
Gästsångare på låten "Jama Pekel" är Jiří "Big Boss" Valter och Igor Hubík, båda från det tjeckiska black metal-bandet Root. Ezkaton gavs också ut i begränsad upplaga som en box innehållande fyra 7" bildvinyl-singlar, med en bonuslåt, Misfits-covern "Devilock" på tredje skivan, samt CD-skivan. EP:n placerade sig på 26:e plats på amerikanska Billboard Heatseekers.

## Låtlista
1. "Chant for Ezkaton 2000 e.v." – 5:11
2. "Qadosh" – 4:58
3. "Jama Pekel" (Master's Hammer-cover) – 3:59
4. "I'm Not Jesus" (Ramones-cover) – 2:41
5. "From the Pagan Vastlands" (live) – 3:01
6. "Decade ov Therion" (live) – 2:56
7. "Chant for Ezkaton 2000 e.v." (live) – 5:07)

## Banduppsättning
- Adam "Nergal" Darski - sång, gitarr
- Tomasz "Orion" Wróblewski - bas
- Zbigniew Robert "Inferno" Promiński - trummor
- Patryk "Seth" Sztyber - gitarr, sång

## Gästmusiker
- Jiří "Big Boss" Valter – gästsång på "Jama Pekel"
- Igor Hubík – gästsång på "Jama Pekel"